# Бачинский, Андрей Фёдорович
Андре́й Фёдорович Бачи́нский (14 ноября 1732, село Бенятина (ныне район Собранце, Словакия) — 19 декабря 1809, Ужгород) — греко-католический епископ Мукачевский с 5 августа 1772 года по 19 ноября 1809 год. Общественный деятель, публицист.

## Биография
Учился в Ужгородской гимназии. Теологию и философию изучал в Трнаве (Словакия) и в 1758 году стал доктором философии.
С 1758 года — помощник священника, с 1760 года — настоятель г. Дорог (ныне Венгрия) и архидиакон. В 1771 году делегирован с ходатайством к императрице Марии Терезии, добился освобождения из-под юрисдикции латинских епископов в Эгере (ныне Венгрия) и утверждения Мукачевской епархии. С 1771 года — каноник, с 1772 года — епископ Мукачевский.
Был одним из инициаторов учреждения «Барбареума», «Studium Ruthenum». В 1774 и 1779 годах добивался открытия митрополии для грекокатоликов. В 1779 году — один из кандидатов на Львовское епископство, в 1808 году — на Галицкую митрополию.
С 1772 по 1809 год был епископом Мукачевской греко-католической епархии. В 1777 году перенёс резиденцию епархии из Мукачева в Ужгород. Приложил немало усилий к окончательному утверждению унии (см. Ужгородская уния) в Закарпатье. В посланиях к духовенству призвал учреждать народные (приходские) школы, обучать детей на родном языке. Занимался печатанием книг, издал катехизис, Библию (1804), содействовал публикации исторических трудов Ивана Пастелия, Иоанникия Базиловича. Будучи епископом, выступал как церковный деятель и просветитель, организатор школьной системы в крае. Создал большую для своего времени библиотеку (более 9000 книг). В 1778 году двухлетнюю духовную школу, которая действовала в Мукачеве, реформировал в семинарию с преподаванием в ней изначально на народном языке (с примесью церковнославянского) и румынском, впоследствии латинском, и перенёс её в стены Ужгородского замка. Епископ Бачинский помогал в формации учителей для школ, также основал главную королевскую гимназию.
Ввёл в семинарии преподавание на русском языке и сделал его деловым языком епископской канцелярии. Издал пятитомную церковнославянскую Библию. Активно вмешивался во взаимоотношения между помещиками и крестьянами на стороне последних.

## Память
2009 год в Закарпатской области был объявлен годом Андрея Бачинского.